# علی بهادری جهرمی
علی بهادری جهرمی (زادهٔ ۲۰ شهریور ۱۳۶۴) سیاستمدار و حقوقدان ایرانی است که در دولت سیزدهم از سال ۱۴۰۰ تا ۱۴۰۳ به‌عنوان سخنگوی دولت و دبیر هیئت دولت ایران فعالیت می‌کرد. وی عضو هیئت علمی دانشگاه تربیت مدرس است.
وی از سوی سید ابراهیم رئیسی و هیئت وزیران دولت سیزدهم در ۲۳ آبان سال ۱۴۰۰ به سمت سخنگوی دولت و رئیس شورای اطلاع‌رسانی دولت منصوب شد. در ۱۲ آذر ۱۴۰۱ سپهر خلجی جایگزین وی در شورای اطلاع‌رسانی دولت شد. او از سال ۱۳۹۸ تا ۱۴۰۰ به‌عنوان رئیس مرکز وکلا، کارشناسان رسمی و مشاوران خانواده قوه قضائیه فعالیت می‌کرد.

## زندگی شخصی
بهادری جهرمی دانش‌آموخته دکترای حقوق عمومی از دانشگاه تهران است. در دی ماه سال ۱۴۰۰ دختر سه ساله وی به دلیل بیماری متابولیک در گذشت.وی به همراه سید احسان خاندوزی عضو بسیج دانشگاه امام صادق بوده است.

## آثار

### مقاله ها
- مطالعه تجارب مشاوران خانواده قوه قضائیه جهت شناسایی ویژگی‌های اثربخش مشاوره خانواده در کاهش اختلافات خانوادگی و تحکیم خانواده[۷]
- ساختارهای اساسی جمهوری اسلامی ایران و جمهوری عراق، مطالعه تطبیقی[۸]
- مطالعه تطبیقی الگوهای دادرسی شرعی در کشورهای اسلامی[۹]
- اصول و الزامات حقوقی حاکم بر فناوری‌های حقوقی دادرسی قضایی [۹]
- امکان‌سنجی حقوقی جمع‌سپاری تنقیح قوانین و مقررات[۱۰]
- بررسی ابهامات صلاحیت مجلس شورای اسلامی در تصویب موافقت‌نامه‌های بین‌المللی با نگاهی به نظرهای شورای نگهبان[۱۰]
- ارائه الگوی سیاستی به‌منظور ارتقای انسجام نظام تصمیم‌گیری در هیات وزیران مطالعه موردی: دفتر هیات دولت[۱۱]
- حکومت اسلامی، معیار تشخیص و شاخصه‌های عملی[۱۰]
- مفهوم، ماهیت و نظارت بر اجرای سیاست‌های کلی نظام[۱۰]
- محدودیت‌های آزادی‌های عمومی در حکومت‌های اسلامی و سکولار[۱۲]
- تحلیل شمول یا عدم شمول اصل ۷۵ قانون اساسی نسبت به لایحه ی ‌ بودجه [۱۳]

## فعالیت در بسیج
بهادری جهرمی در سال‌های گذشته رئیس سازمان بسیج حقوقدانان کشور، رئیس سازمان بسیج حقوقدانان تهران و رئیس مجمع عالی سازمان بسیج حقوقدانان تهران بزرگ بود

## حضور در دانشگاه‌ها در خیزش سراسری ۱۴۰۱
پس از کشته‌شدن مهسا امینی، خیزش سراسری و در پی آن اعتراضات دانشجویان شروع شد. در نتیجهٔ حمله گسترده نیروهای امنیتی، سرکوب و بازداشت دانشجویان فشارهای بین‌المللی بر جمهوری اسلامی افزایش یافت.
سخنگوی دولت به عنوان نماینده دولت برای گفتگو با دانشجویان در دانشگاه‌های مختلف، نشست پرسش و پاسخ برگزار کرد.
- دانشگاه خواجه نصیرالدین طوسی: بهادری جهرمی در ۲ آبان ۱۴۰۱ در جمع دانشجویان دانشگاه خواجه نصیرالدین طوسی حاضر شد و در نشستی به دعوت بسیج دانشجویی سخنرانی کرد که با شعارهای تند جمعی از دانشجویان معترض به حضور وی، ناتمام ماند.[۲۰]
- دانشگاه قم: بهادری جهرمی در ۳ آبان ۱۴۰۱ به دانشگاه قم رفت اما جمعی از دانشجویان با سر دادن شعارهایی از جمله «آزادی، آزادی، آزادی» و «دانشجو می‌میرد، ذلت نمی‌پذیرد» نسبت به حضور او در این دانشگاه اعتراض کردند.[۲۱]
- دانشگاه فردوسی مشهد: در جریان نشست دانشجویی سخنگوی دولت با دانشجویان در دانشگاه فردوسی مشهد، بهادری جهرمی با سوالات انتقادی و مواجه تند شماری از دانشجویان روبرو شد. این برنامه در حالی در سالن اجتماعات دانشگاه فردوسی برگزار شد که عده‌ای از دانشجویان به سالن راه نیافته بودند و پشت در شعار زن زندگی آزادی می‌دادند و جهرمی را دعوت به بیرون آمدن از سالن می‌کردند.[۲۲] بهادری جهرمی در پاسخ به پرسش یکی از دانشجویان پیرامون کمبود آنتی‌بیوتیک عذرخواهی کرد.[۲۳]

## حواشی

### دادن حکم تیر برای دولت مثل آب خوردن بود
در میانه خیزش ۱۴۰۱ ایران بهادری جهرمی «بخش زیادی از اعتراضات امروز» را «نتیجه سیاست‌های غلط دولت قبل» خواند و اعلام کرد «برای دولت مثل آب خوردن بود که از همان روزهای اول اجازه دهد تا نیروی انتظامی از گلوله‌های جنگی استفاده کند و هر کسی را به خیابان آمد بزنند و اینطور مردم بترسند و در خانه خارج نشوند؛ اما این دولت هرگز چنین کاری نمی‌کند؛ چون معترضین را بچه و خانواده خود می‌داند»

### آبان ۹۸
بهادری جهرمی در نشست دانشجویی دانشگاه فردوسی مشهد دربارهٔ نحوه برخوردها در حوادث آبان ۹۸ اعلام کرد که «البته من هم آن زمان مسئولیتی نداشتم. از دولت قبل بپرسید که چرا به جای شنیدن صدای معترض به شیوه دیگری عمل کرد؟ در خوابگاه دانشجویی از من پرسیدند چرا مشابه آبان ۹۸ برخورد سخت نمی‌کنید؟ گفتم آن را قبول نداریم؛ این کار نادرست است. امپراتوری دروغ عیناً حرف من را معکوس منتشر کرد.»

### ادعای خروج تاج پهلوی و تاج شهبانو از کشور
علی بهادری جهرمی سخنگوی دولت سیدابراهیم رئیسی روز ۲۶ دی ۱۴۰۱ با انتشار یک توییت در حساب شخصی خود در ادعایی نادرست نوشت که محمدرضا شاه پهلوی و فرح پهلوی هنگام آخرین خروج خود از کشور در تاریخ ۲۶ دی ۱۳۵۷ تاج پهلوی و تاج شهبانو را هم همراه با مقدار زیادی ارز و جواهرات دیگر با خود به خارج از کشور برده‌اند. فرح پهلوی در گفتگو با رادیو فردا این ادعا را اشتباه خواند. و پس از یک هفته سید عزت‌الله ضرغامی، وزیر میراث فرهنگی با انتشار تصاویری تأیید کرد که این دو تاج هنوز در موزه جواهرات سلطنتی هستند.